# 迈克尔·贝里曼
迈克尔·约翰·贝里曼（英語：Michael John Berryman，1948年9月4日—）是一位美国特型演员。  贝里曼出生时患有少汗性外胚层发育不良，这种罕见的疾病特征是没有汗腺、头发和指甲，不寻常的外貌给了他在恐怖电影和B级片中扮演角色的机会。
他因在1975和1977年分别出演电影《飛越瘋人院》和《隔山有眼》而声名鹊起。他出演过多部电影和电视剧，其中包括《星际迷航》和《X档案》。

## 个人生活
- 贝里曼是环保的坚定倡导者，他曾在野生狼保护区生活了十年之久。 [2]
- 他的妻子叫帕特里夏·贝里曼。
- 他有部分德国血统。 [3]
- 贝里曼的父亲是一名美国海军外科医生，曾在广岛市原子弹爆炸后被部署到放射性坠尘区。 [4]

## 奖项
| 年份   | 结果 | 奖项      | 类别/得主                    |
| ------ | ---- | --------- | ---------------------------- |
| 1978年 | 提名 | 土星奖    | 恐怖片最佳男演员《隔山有眼》 |
| 2007年 | 胜出 | EyeGore奖 | 恐怖片题材突出贡献           |